# Báthory Romancsik Mihály
Báthory Romancsik Mihály (Nagyvárad, 1853. november 27. – Léva, 1888. január 19.) színházi titkár.

## Élete
Édesapja, Romancsik Mihály, tanár volt. Középiskoláit szülővárosában végezte, 1872-ben a színi pályára lépett, és a Báthory nevet vette fel, mely írói neve is lett. Betegeskedése miatt mint súgót alkalmazták; e munkakörben ment a budapesti Népszínházhoz 1875-ben, ahol három évet töltött. 1879-ben Kassán telepedett le, itt indította meg a Színészeti Közlönyt. 1880 márciusában megvált a színészettől, de 1884 októberében ismét visszatért és Komlósy József társulatánál mint művezető és rendező működött. 1885. október 1-jétől Temesvárott az első magyar színi évad alatt a színház titkára volt. 1886 tavaszán színigazgatást kezdett, de nem sok szerencsével. Élete végén Bokodyné társulatánál, Léván talált munkahelyet.

## Munkái
- Elbeszélések, rajzok és kalandok a magyar szinészéletből és a társadalom köréből. Kassa, 1883. két kötet.
- Emlék- és szinműtár. Uo. 1883. négy füzet. (Adalékok a magyar szinészek életrajzgyűjteményéhez.)

Írt több színművet is, melyek kéziratban maradtak, úgymint Az álorvos, vigj., A sorsüldözött és a Száműzött leánya, drámák (1874.); A falu legszebb leánya, népszinmű, melyet Budán 1881-ben előadtak. A kassai színház százéves fennállása jubilaeumára (1881. nov. 22.) írt Mult és jelen címmel prológot; ezenkívül az eperjesi (1883. márc. 25.), iglói (1884. okt. 3.) és marosvásárhelyi (1885. okt. 3.) szini évad megnyitására írt prológokat.
Irt szépirodalmi s szinügyi cikkeket, többnyire a vidéki szinügy emelése érdekében, a következő lapokba: Békés (1872.), Alföld (1873.), Torontál (1873.), Nagyvárad (1873., 1878–79.), Maros 1874, 1879.), Szinpad (1874–76), Erdély (1875–76.), Független Polgár (1875–76.), Magyarország és a Nagyvilág (1876.), Otthon (1876.), Egyetértés (1877. 52. sz. és 230. sz.), Szini világ (1877.), Marosvidék (1877. júl-tól 1879. okt. 1. majd minden számban), Budapesti Napilap (1878.), Színi Lapok (1878.), Délibáb (1878. júl.-tól, majd minden számban, részint Sugó-Bugó álnév alatt), Független Hirlap (1878.), Nemzeti Hirlap (1878.), Ellenőr (1878.), Orosháza (1879.), Szarvasi Ujság (1879.), Felvidéki Közlöny (1880., 1882.), Függetlenség (1881. szept. 11.)
Szerkesztette a Szini Lapok c. képes hetilapot 1878. máj. 12-től jún. 30-ig Budapesten, a Szinészeti Közlönyt 1879. nov. 2. alapította és szerkesztette Kassán 1884. szept. 18-ig, Iglón szept. 25-től okt. 30., Rozsnyón nov. 6-tól dec. 25., Gyöngyösön 1885. jan. 1-től febr. 19., Losoncon febr. 26-tól ápr. 9., Pozsonyban ápr. 16-tól máj. 14., Vácon máj. 21–28., Balassagyarmaton jún. 4–18., Balatönfüreden jun. 25-től szept. 1., Temesvárott szept. 20-tól 1886. márc. 1., Karcagon szept. 2-tól 1887. dec. 16-ig. (A lap történetét leirta az 1887. 13. számban).

## Álnevei és jegyei
Veritas, Nemo, B. R. M., B-y, B…ly., (y), R. M.